# Bulbul à bec grêle
Stelgidillas gracilirostris
Genre
Espèce
Statut de conservation UICN

 LC  : Préoccupation mineure
Le Bulbul à bec grêle (Stelgidillas gracilirostris) est une espèce de passereaux de la famille des Pycnonotidae.

## Répartition
Cet oiseau vit en Afrique équatoriale.

## Habitat
Son habitat naturel est les forêts subtropicales ou tropicales en plaine et les montagnes humides.

## Sous-espèces
D'après la classification de référence (version 14.2, 2024) du Congrès ornithologique international, cette espèce est constituée des deux sous-espèces suivantes :
- Stelgidillas gracilirostris gracilirostris (Strickland 1844) —
- Stelgidillas gracilirostris percivali (Neumann, 1903) — centre du Kenya